# ألبرت جاي ريس
ألبرت جاي ريس (بالإنجليزية: Albert J. Reiss)‏ هو عالم جريمة وأستاذ جامعي أمريكي، ولد في 9 ديسمبر 1922 في سياتل في الولايات المتحدة، وتوفي في 27 أبريل 2006 في هامدن في الولايات المتحدة.